# Jordan Love
Jordan Love (geboren am 2. November 1998 in Bakersfield, Kalifornien) ist ein amerikanischer American-Football-Spieler. Er spielt in der National Football League (NFL) für die Green Bay Packers als Quarterback.

## Karriere
Seine ersten Spiele als Quarterback machte Love an der Liberty High School in seinem Geburtsort Bakersfield in Kalifornien. Nachdem er in seinem letzten Jahr die Saison mit 32 Touchdowns hatte abschließen können, wechselte er an die Utah State University. Dort spielte er erfolgreiche drei Jahre und konnte vor dem NFL Draft 2020 die Aufmerksamkeit verschiedener Teams wecken.
2020 wurde er in der ersten Runde des Drafts von den Green Bay Packers an 26. Stelle ausgewählt. Er sollte als potenzieller Nachfolger von Aaron Rodgers aufgebaut werden. Nachdem Rodgers wegen COVID-19 ausgefallen war, teilten die Packers mit, dass Love erstmals am 7. November 2021 gegen die Kansas City Chiefs ein Spiel von Beginn an starten würde.
Mit Beginn der NFL-Saison 2023, nachdem Rodgers zu den New York Jets gewechselt war, wurde Jordan Love als Starting Quarterback benannt und führte die Green Bay Packers in die Saison.
Nach einem holprigen Start mit nur zwei Siegen aus den ersten sieben Spielen erreichten die Packers in seiner ersten Saison als Starter mit einer Bilanz von 9:8 doch noch die Playoffs.

### NFL-Statistiken
| 2021                               | GNB    | 6  | 1  | 36–62    | 58,1 | 411  | 2  | 3  | 68,7  | 12 | 27  | 10 | 2,3  | 0 |
| 2022                               | GNB    | 4  | 0  | 14–21    | 66,7 | 195  | 1  | 0  | 112,2 | 1  | −1  | −1 | −1,0 | 0 |
| 2023                               | GNB    | 17 | 17 | 372–579  | 64,2 | 4159 | 32 | 11 | 96,1  | 50 | 247 | 37 | 4,9  | 4 |
| 2024                               | GNB    | 15 | 15 | 268–425  | 63,1 | 3389 | 25 | 11 | 96,7  | 25 | 83  | 14 | 3,3  | 1 |
| Gesamt                             | Gesamt | 42 | 33 | 690–1087 | 63,5 | 8154 | 60 | 25 | 95,1  | 88 | 356 | 37 | 4,0  | 5 |
| Quelle: pro-football-reference.com |        |    |    |          |      |      |    |    |       |    |     |    |      |   |